# Milton (Vale of White Horse)
Pour les articles homonymes, voir Milton.
Milton est une paroisse civile et un village de l'Oxfordshire, en Angleterre.